# Vriesea kupperiana
Vriesea kupperiana är en gräsväxtart som beskrevs av Karl Suessenguth. Vriesea kupperiana ingår i släktet Vriesea och familjen Bromeliaceae. Inga underarter finns listade i Catalogue of Life.